# Serie A év fiatal játékosa
A Serie A év fiatal játékosa (olaszul: Migliore calciatore giovane) az olasz labdarúgó-szövetség által 1997 és 2010 között minden évben átadott díj volt az év legjobbnak választott 24 év alatti Sera A-ban játszó labdarúgójának.
Antonio Cassano az egyetlen többszörösen is díjazott játékos, őt 2001-ben és 2003-ban választották meg a legjobbnak, míg a csapatoknál az AS Roma a legeredményesebb, miután a klub három játékosát is díjazták. Az első nem olasz nyertes a szlovák Marek Hamšík volt 2008-ban.

## Győztesek

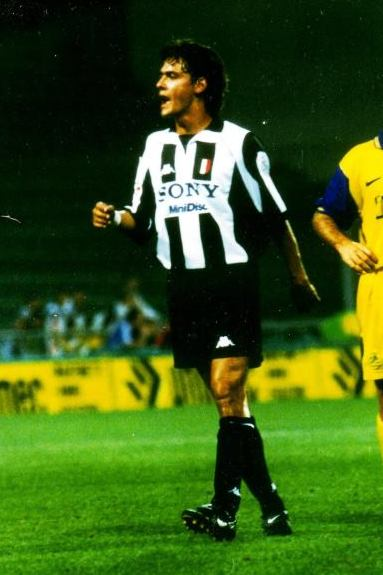
Filippo Inzaghi volt a díj első győztese 1997-ben

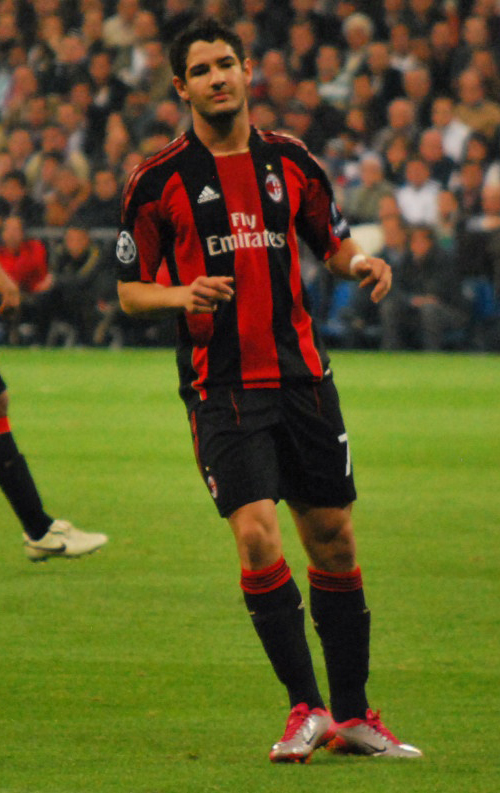
Alexandre Pato, a 2009-es győztes

| Év   | Játékos            | Klub       |
| ---- | ------------------ | ---------- |
| 1997 | Filippo Inzaghi    | Atalanta   |
| 1998 | Alessandro Nesta   | Lazio      |
| 1999 | Francesco Totti    | Roma       |
| 2000 | Roberto Baronio    | Reggina    |
| 2001 | Antonio Cassano    | Bari       |
| 2002 | Matteo Brighi      | Bologna    |
| 2003 | Antonio Cassano    | Roma       |
| 2004 | Alberto Gilardino  | Parma      |
| 2005 | Giampaolo Pazzini  | Fiorentina |
| 2006 | Daniele De Rossi   | Roma       |
| 2007 | Riccardo Montolivo | Fiorentina |
| 2008 | Marek Hamšík       | Napoli     |
| 2009 | Alexandre Pato     | Milan      |
| 2010 | Javier Pastore     | Palermo    |

### Győztesek száma klubonként
| Klub       | Játékosok | Összesen |
| ---------- | --------- | -------- |
| Roma       | 3         | 3        |
| Fiorentina | 2         | 2        |
| Atalanta   | 1         | 1        |
| Bari       | 1         | 1        |
| Bologna    | 1         | 1        |
| Lazio      | 1         | 1        |
| Milan      | 1         | 1        |
| Napoli     | 1         | 1        |
| Palermo    | 1         | 1        |
| Parma      | 1         | 1        |
| Reggina    | 1         | 1        |

### Győztesek országonként
| Ország | Játékosok | Összesen |
| ------ | --------- | -------- |
| ITA    | 10        | 12       |
| ARG    | 1         | 1        |
| BRA    | 1         | 1        |
| SVK    | 1         | 1        |

### Győztesek pozíciónként
| Pozíció     | Játékosok | Összesen |
| ----------- | --------- | -------- |
| Csatár      | 6         | 7        |
| Középpályás | 6         | 6        |
| Hátvéd      | 1         | 1        |